# アイドルマスター ミリオンライブ!
『アイドルマスター ミリオンライブ！』（THE IDOLM@STER MILLION LIVE!）は、バンダイナムコエンターテインメントが展開するメディアミックス。略称は「ミリオン」「ミリマス」。アイドルマスターシリーズに連なるコンテンツとして、2013年2月27日にリリースされたソーシャルゲームを発端に展開が開始された。2017年6月29日にはスマートフォンゲーム『アイドルマスター ミリオンライブ! シアターデイズ』がリリースされた。
765プロライブ劇場を舞台に、従来シリーズからのアイドル「765PRO ALLSTARS」の他、オリジナルキャラクターのアイドル「MILLIONSTARS」が登場する。

## 略歴
アイドルマスターシリーズの新作として、ソーシャルゲーム『アイドルマスター ミリオンライブ！』が2013年2月27日にGREEにて配信を開始し、それに合わせて同年4月24日よりCDシリーズ『THE IDOLM@STER LIVE THE@TER PERFORMANCE』がランティスから発売され、以降多くのCDが制作されてキャラクターの担当声優によるライブ・イベントが行われている。また2014年から2016年にかけて、小学館の雑誌『ゲッサン』にて漫画『アイドルマスター ミリオンライブ！』が連載された。
2014年1月25日に公開された映画『THE IDOLM@STER MOVIE 輝きの向こう側へ!』には、「ミリオンライブ！」のオリジナルキャラクターである七尾百合子、佐竹美奈子、望月杏奈、北沢志保、矢吹可奈、横山奈緒、箱崎星梨花の7人がゲスト出演している。
2017年3月12日に日本武道館で開催されたライブイベント「THE IDOLM@STER MILLION LIVE! 4thLIVE TH@NK YOU for SMILE!!」で、『もっとふれあい』をテーマとしたスマートフォン用アプリゲーム「アイドルマスター ミリオンライブ! シアターデイズ」を発表、同年6月29日よりサービスが開始された。
2020年7月4日にテレビアニメ化が発表された。

## ゲーム『アイドルマスター ミリオンライブ！』
『アイドルマスター ミリオンライブ！』は、2013年2月27日から2018年3月19日までGREEにて配信されていたソーシャルゲーム。バンダイナムコエンターテインメント（旧バンダイナムコゲームス）が運営・提供していた。「笑って、悩んで、女の子（アイドル）たちは、もっと輝く――私たちと、このステージで夢を叶えて下さい！」がコンセプト。アイドルたちが描かれたカードを集め育成して、「営業」や「オーディションバトル」「合同フェス」を行っていく。765プロライブ劇場を舞台に、従来のアイドルの他、37人のオリジナルキャラクターのアイドルが登場する。カードイラストはテレビアニメ版『THE IDOLM@STER』を制作したA-1 Picturesが本ゲームのために全カードを新規に書き下ろしたものとなる。アイテム課金制で、基本プレイは無料。
2014年10月22日にAndroidアプリ版、12月22日にiOSアプリ版がそれぞれリリースされた。
2016年2月2日をもって、フィーチャーフォン版がサービス終了し、同日から、PCのWebブラウザ版のサービスが開始された。
2017年10月30日にサービス終了を発表し、2018年3月19日をもって、すべてのサービスを終了した。

### ゲームシステム
プロデューサーとなったプレイヤーは、各地で営業を行いながらアイドルたちと出会い、アイドルを育成する。また、3人のユニットを組みそのユニットメンバーのファンを集め、765プロライブ劇場を発展させていくというのが主旨である。

#### 営業
「元気」を消費して「営業エリア」のクリアを目指すゲームモード。「元気」は1分で1回復する。また、エリアの最後にはそのエリアのライバルが登場し、お仕事対決が行われる。ライバルに勝利するとそのエリアはクリアしたことになる。

#### 合同フェス
エリアを進めていくと合同フェスが開催されることがある。合同フェスでは他のプレイヤーと協力しながらアピールバトルを行う。ライバルよりも多くのアピールをするとライバルに勝利し、合同フェスは終了となる。合同フェスを成功させると、報酬と合同フェスに参加したユニットメンバーのファンが増える。合同フェスは成功させるごとにライバルのレベルが上がっていき、ライバルのHPやアピール力も上昇し手強くなるが、その分勝利した際の報酬も豪華になっていき、獲得出来るファンの数も増えていく。
2016年5月2日に行われたアップデートで仕様の一部が変更された。後述のアイドルレベルによってアイドルに付与される「SPスキル」が導入され、各カード特有のスキルはプレイヤーが任意の3つを発動させるようになった。また、「潜在スキル」が導入され、一度に2つのスキルを発動させられるようになった。

#### オーディションバトル
合同フェスとは別に、他のプレイヤーと対決するバトル。バトル勝利でカードに1つ印をもらえ（原則1日1回、特定日は3回）、印が9個貯まると賞品と交換出来る。2016年5月2日に行われたアップデートで廃止。

#### 劇場
一定時間ごとにゲーム内通貨のマニーを獲得出来る。マニーの量は劇場レベルに比例し、合同フェスで獲得したファンの数によって劇場レベルが決まる。
2014年5月28日に行われた大型アップデートでシステムが大きく変更され、マニー回収システムは、後述の「プラチナスターライブ」に組み込まれた。
2016年1月21日に行われたアップデートで名刺システムが導入され、マニー回収システムはイベントの一言送信システムと同様の仕組みでここに再度取り込まれた。

#### プラチナスターライブ編
2014年5月28日の大型アップデートで実装されたプロデュースモード。2015年3月30日に終了。2ヶ月を1シーズンとして、指定された5人ユニット2組をプロデュースし、期間内に劇場動員数100万人を目指す。
ゲーム上においては、一定時間ごとに開催出来る「ライブ」により、前述の劇場動員数と、ゲーム内通貨のマニーを獲得出来る。
また、シーズン中のイベントの参加報酬や獲得ポイント報酬等にも劇場動員数が含まれる。
また、シーズンユニットとは別に、3人組のお仕事ユニット（最大3ユニット）を任意編成し、「お仕事」を設定することが出来る。
お仕事別に設定された時間の経過後に結果を確認すると、結果が3段階判定され、結果に応じてお仕事ユニットのアイドルのファン数やゲーム内通貨のマニー、ゲーム内アイテム等を獲得することが出来る。
「お仕事」や「ライブ」の開催回数などが条件の「ミッション」があり、それぞれの条件を達成すると、ゲーム内通貨のマニーや各種アイテム等が獲得できる。
シーズンユニットは予め指定されており、ボイス付きのストーリーを視聴出来る他、新曲を使用したPVが用意されている。
シーズン2のPVナレーションは若本規夫、シーズン3のPVナレーションは千葉繁、シーズン4のPVナレーションは阿澄佳奈、シーズン5のPVナレーションは黒井社長（声：子安武人）。
| ユニット名                   | メンバー（リーダーは太字）                                      | ユニット楽曲             |
| シーズン 1                   | シーズン 1                                                      | シーズン 1               |
| ---------------------------- | --------------------------------------------------------------- | ------------------------ |
| レジェンドデイズ             | 我那覇響、水瀬伊織、高槻やよい、双海亜美、秋月律子              | 合言葉はスタートアップ！ |
| 乙女ストーム！               | 春日未来、望月杏奈、真壁瑞希、伊吹翼、七尾百合子                | Growing Storm            |
| シーズン 2                   |                                                                 |                          |
| クレシェンドブルー           | 最上静香、北沢志保、箱崎星梨花、野々原茜、北上麗花              | Shooting Stars           |
| エターナルハーモニー         | 如月千早、徳川まつり、エミリー スチュアート、豊川風花、ジュリア | Eternal Harmony          |
| シーズン 3                   |                                                                 |                          |
| リコッタ                     | 天海春香、福田のり子、松田亜利沙、横山奈緒、周防桃子            | HOME,SWEET FRIENDSHIP    |
| 灼熱少女（バーニングガール） | 田中琴葉、宮尾美也、所恵美、大神環、高坂海美                    | ジレるハートに火をつけて |
| シーズン 4                   |                                                                 |                          |
| BIRTH                        | 菊地真、萩原雪歩、舞浜歩、三浦あずさ、矢吹可奈                  | Birth of Color           |
| ミックスナッツ               | 馬場このみ、木下ひなた、佐竹美奈子、中谷育、双海真美            | ドリームトラベラー       |
| シーズン 5                   |                                                                 |                          |
| ミルキーウェイ               | 星井美希、天空橋朋花、高山紗代子、永吉昴、二階堂千鶴            | 星屑のシンフォニア       |
| ARRIVE                       | 篠宮可憐、四条貴音、百瀬莉緒、島原エレナ、ロコ                  | STANDING ALIVE           |

#### 全国キャラバン編
2015年4月6日のアップデートで実装されたプラチナスターライブの後続となる長期イベント。2016年5月2日で終了。
社長の『今こそ、劇場を飛び出し、全国各地のファンに会いに行こうじゃないか！名付けて…「全国キャラバン」！』の一言で開始された。
日本全国を「中央」「南」「西」「上方」「北東」「首都」の6つのエリアに分け、各エリアおよそ2ヶ月1シーズンでアイドルを交代しながら行われた。メンバーははじめから決められており（後述）、それぞれのアイドルにお仕事を選択、こなさせることで報酬とファンを得られる。それぞれのお仕事にはアイドルを3人ずつ当てることが可能で、同時に2つまで行うことが出来る。
S、A、B、Cの4つのランクがあり、その週の獲得ファン人数によってランクの昇格、降格が行われた。また、シーズンを通して獲得したファン人数の多かった10名にはシーズン中に新たに追加されたアイドルのSレアカードが贈呈された。
毎週各アイドル毎のエピソードが公開され、前編はシーズンファン人数の条件を満たせば閲覧可能で、後編は前半解放後に特定の組み合わせで特定のお仕事をクリアすると閲覧出来る。
| シーズン  | エリア | アイドル                                                                                               |
| --------- | ------ | --- |
| シーズン1 | 中央   | 天海春香、水瀬伊織、双海亜美、双海真美、田中琴葉、所恵美、エミリー・スチュアート、北上麗花             |
| シーズン2 | 南     | 三浦あずさ、春日未来、伊吹翼、徳川まつり、箱崎星梨花、舞浜歩、馬場このみ、百瀬莉緒                     |
| シーズン3 | 西     | 菊地真、高山紗代子、高坂海美、豊川風花、宮尾美也、篠宮可憐、永吉昴、ジュリア                           |
| シーズン4 | 上方   | 高槻やよい、我那覇響、島原エレナ、松田亜利沙、中谷育、天空橋朋花、木下ひなた、周防桃子                 |
| シーズン5 | 北東   | 萩原雪歩、四条貴音、秋月律子、野々原茜、北沢志保、矢吹可奈、大神環、真壁瑞希                           |
| シーズン6 | 首都   | 如月千早、星井美希、最上静香、佐竹美奈子、望月杏奈、ロコ、七尾百合子、横山奈緒、二階堂千鶴、福田のり子 |

#### Next Prologue編
2016年5月2日に行われたアップデートで実装されたプロデュースモード。2016年11月7日に終了。
「出会ったばかりのミリオンオールスターズ50人のアイドルたちをプロデュース！」を合言葉にアイドル界最高の祭典「アルティメットライブアリーナ」（通称ULA）
への出場を最終目標としてプレイするゲームモード。
新たに追加されたアイドルレベルを上げることで各アイドルとの出会いを描いたボイスドラマを聞くことが出来る。また、アイドルを上げることで強力な「SPスキル」を習得することが出来る。
ULAではあらかじめ固定されたユニットをプロデュースするが、固定されたユニットのメンバーはプラチナスターライブ編で結成された10のユニットである。ULAは予選リーグとファイナルリーグに分かれており、全10回開催される予選リーグを勝ち進んだユニットだけが10月開催のファイナルリーグに出場可能で、ファイナルリーグで優勝した者がトップアイドルの座に君臨する。

#### Brand New Stage編
2016年11月7日に行われたアップデートで実装されたプロデュースモード。
新しい3つのグループを軸にして展開していくストーリーの中で、765プロのアイドル達をプロデュースして「武道館ライブ」の成功を目指す新たなゲームモード。

#### オーディオルーム
メニューから入ることが出来る。キャラクターソングなどの試聴が出来る。

#### コンベンションセンター
「アイドル会議室」とも呼ばれる。スレッドの仕組みをゲーム内に取り込んだもので、本作に登場する50人それぞれに対応したスレッドがある。コメントを書き込むと、「ニックネームを表示する」にチェックを入れると自身のプロフィールへのリンク付きで名前がトリップに表示され、チェックを入れないと自身がプッシュしているアイドルの名前とファン人数、そして括弧内に書き込んだスレッドのアイドルのファン人数が表示される。一つのスレッドの書き込み上限は1000レスで、900を超えると新しいスレッドが立てられるようになる。

#### アイドル育成

##### ガシャ
ガシャを実施することでカードを入手することが出来る。通常は下記の4つのガシャが用意されている。入手可能なカードや入手確率は各ガシャの「出現カード一覧」から確認することが出来る。また、イベント限定ガシャが用意される場合もある。
ポイントガシャ（無料ガシャ）
1日に1回、更に特定の時間帯に一回無料で実施することが出来る。またガシャポイント200ポイントにつき1回実施出来る。「N」「HN」「R」「HR」のカードが入手出来る。
プラチナガシャ（有料ガチャ）
GREEの有料仮想通貨「GREEコイン」を使用して実施することが出来る。「R」「HR」「SR」のカードが手に入る。
チケットガシャ
合同フェスやログインボーナスなどで入手したチケットで実施出来るガシャ。様々なチケットがあり、チケットによって出現するカードは違ってくる。チケット1枚につき1回実施することが出来る。
アイドル指名ガシャ
アイドルのファン人数達成報酬で手に入るチケット。チケットに記載されたアイドル名に対応するアイドルのカードのみが出現カードとして設定されている。チケット1枚につき1回実施することが出来る。

##### レッスン
別のカードを「素材カード」として消費することでアイドルを成長させる。レベルアップごとにAP・DPの値が増加する。また、カードの組み合わせによってスキルレベルが上がることがある。更に一部のカードは覚醒させることが出来る。覚醒を行うとカードのステータスの上昇や絵柄の変化が起こる。

##### カード売却
カードをマニーに変換する。一般的なカードゲームにおける「売却」と同じ。

##### アイドルレベル
2016年5月2日に行われたアップデートで実装されたシステム。ある特定のアイテムを使用することでアイドルレベルの経験値を得られ、その上昇したレベル値によってNext Prologue編で追加されたアイドルエピソードの閲覧が可能になったり、SPスキルを習得することが出来る。

##### 潜在スキル
2016年5月2日に行われたアップデートで実装されたシステム。これまでの各カード固有のスキルに加えて2つ目のスキルとして持たせることが出来る。潜在スキルをまだ持っていないカードに対して「拡張帳」を用いることで潜在スキルを習得する枠を獲得でき、「継承CD」を用いてすでに潜在スキルを持っているカードと同じ潜在スキルをコピーすることが出来る。この潜在スキルは通常スキルとは異なり、スキルレベルアップには「潜在スキルアップ 黄色い声援 音無小鳥」という特別なカードを用いる必要がある。

#### カードの説明

##### 名前
カードの絵柄にひもづく名前。プレイヤーが変更することはできない。同じキャラクターでも絵柄ごとに名前が異なってくる。
- 例（星井美希）
  - 「N」……星井美希
  - 「HN」……アイドル 星井美希
  - 「R」……居眠り姫 星井美希
  - 「SR」……キラキラの約束 星井美希
  - 「SR 覚醒」……一瞬のウインク 星井美希

##### タイプ
- Vocal（カード色：ピンク）
- Dance（カード色：青）
- Visual（カード色：黄色）
- Ex（カード色：緑）

の4つが存在する。
『アイドルマスター シンデレラガールズ』ではゲーム開始時にプレイヤーは自らのタイプをどれかに決めるのに対し、『ミリオンライブ！』ではプレイヤー自らの属性を決めることはない。登場する全てのアイドルにもいずれかのタイプが与えられている。タイプは途中で変化することはなく、同じキャラクターであれば同じタイプである（前項の「星井美希」のカードであれば全てタイプは「Visual」となる）。

##### レア度
カードの希少度を表す。低い順にN、HN、R、HR、SRの5種類があり、レア度が高いほどレベルの上限値が高い。

##### 覚醒
一部のHR・SRカードは覚醒を行うことが出来る。覚醒出来るカードには左下にオレンジの音符が描かれている。基本的には1回しか覚醒を行うことは出来ないが、中には2、3回覚醒を行うことが出来るカードも存在する。覚醒出来るカードを最大レベルまで育成し終わると、経験値のゲージが覚醒ゲージに切り替わり、ゲージが満杯になると覚醒が行われる。覚醒を行うと、カードの絵柄が変わり、AP・DPの最大値が高くなる。

##### デッキ・ユニット
対戦用のカードの組み合わせ（デッキ）は2種類あり、それぞれに自動編成デッキと3個のカスタムデッキが組めるようになっている。
また、現行システムにおいては、劇場用にその時点でのプラチナスターライブのシーズンユニットの各アイドル1枚、1シーズンに2ユニットで10枚のデッキと、
劇場ページ内で指定できる「お仕事」用ユニットのデッキ（1ユニットに付き3人各1枚で3枚。最大3ユニット9枚）が必要となる。
- 合同フェス用（攻守両用、最大9枚まで）
- オーディションバトル用（攻守両用、最大9枚まで） ※2016年5月2日に行われたアップデートでオーディションバトルシステムが廃止されたと同時に廃止された。
- 劇場用（劇場システム内のみ使用、シーズンユニット用及びお仕事ユニット用）

またこれとは別に、育成対象となる3人組（ユニット）を組む必要がある。ユニットはマイページ上部に表示される。合同フェス等で勝利した時のパラメータ上昇は、デッキ内ではなくユニット内のアイドルに対して与えられる。

## 登場キャラクター
THE IDOLM@STERシリーズに登場する13人のアイドル「765PRO ALLSTARS」の他、本作新アイドル37人「MILLIONSTARS」が登場する。また音無小鳥がプレイヤーのサポート役として登場する。公式サイトのアイドル紹介欄では、アイドルの自己紹介の試聴やサインの閲覧が可能で、更に本作で新たに登場したキャラクターは、表情ラフを見ることも出来る。
また、シアターデイズでは新たに2名のアイドルが追加され、計52名となったほか、青羽美咲が劇場事務員（プレイヤーのサポート役）として登場する。

## ディスコグラフィ
音楽商品は2013年4月からランティスより発売されている。2017年にはCD・映像商品の累計出荷枚数が100万枚を突破し、『MILLION THE@TER GENERATION 01 Brand New Theater!』で初のゴールドディスクに認定された。2019年には『MILLION THE@TER GENERATION 12 D/Zeal』で初のオリコン週間シングルチャート1位を獲得した。
アルバムシリーズ
- THE IDOLM@STER LIVE THE@TER PERFORMANCE（2013年 - 2014年、全13枚〈12枚+シングル1枚〉）
- THE IDOLM@STER LIVE THE@TER HARMONY（2014年 - 2015年、全10枚）
- THE IDOLM@STER LIVE THE@TER DREAMERS（2015年 - 2016年、全6枚〈5枚+シングル1枚〉）
- THE IDOLM@STER LIVE THE@TER FORWARD（2016年 - 2017年、全3枚）
- THE IDOLM@STER MILLION LIVE! M@STER SPARKLE（2017年 - 2018年、全8枚）
- THE IDOLM@STER MILLION THE@TER SEASON（2021年 - 2023年、全7枚）
- THE IDOLM@STER MILLION LIVE! M@STER SPARKLE2（2021年 - 2022年、全10枚）

シングルシリーズ
- THE IDOLM@STER THE@TER ACTIVITIES（2016年、全3枚）
  - THE IDOLM@STER THE@TER BOOST（2018年、全3枚）
  - THE IDOLM@STER THE@TER CHALLENGE（2019年 - 2020年、全3枚）

- THE IDOLM@STER MILLION THE@TER GENERATION（2017年 - 2019年、全18枚）
- THE IDOLM@STER MILLION THE@TER WAVE（2019年 - 2021年、全18枚）
- THE IDOLM@STER MILLION THE@TER VARIETY（2022年 - ）
- THE IDOLM@STER MILLION ANIMATION THE@TER（2023年 - 2024年、全10枚〈9枚+アルバム1枚〉）
- THE IDOLM@STER MILLION C@STING（2023年 - 2024年、全4枚）
- THE IDOLM@STER MILLION MOVEMENT（2024年 - 2025年、全13枚）

単独ライブ映像
- THE IDOLM@STER MILLION LIVE! 1stLIVE HAPPY☆PERFORM@NCE!! Blu-ray（2014年、全3枚）
- THE IDOLM@STER MILLION LIVE! 2ndLIVE ENJOY H@RMONY!! LIVE Blu-ray（2015年、全3枚）
- THE IDOLM@STER MILLION LIVE! 3rdLIVE TOUR BELIEVE MY DRE@M!! LIVE Blu-ray（2016年 - 2017年、全8枚）
- THE IDOLM@STER MILLION LIVE! 4thLIVE TH@NK YOU for SMILE!! LIVE Blu-ray（2018年、全4枚）
- THE IDOLM@STER MILLION LIVE! 5thLIVE BRAND NEW PERFORM@NCE!! LIVE Blu-ray（2019年、全3枚）
- THE IDOLM@STER MILLION LIVE! 6thLIVE TOUR UNI-ON@IR!!!! LIVE Blu-ray（2020年、全6枚）
- THE IDOLM@STER MILLION LIVE! 7thLIVE Q@MP FLYER!!! Reburn　LIVE Blu-ray（2022年、全3枚）
- THE IDOLM＠STER MILLION LIVE! 8thLIVE Twelw@ve　LIVE Blu-ray（2022年、全3枚）
- THE IDOLM@STER MILLION LIVE! 9thLIVE ChoruSp@rkle!!　LIVE Blu-ray（2024年、全3枚）
- THE IDOLM@STER MILLION LIVE! 10thLIVE TOUR Act-1 H@PPY 4 YOU! LIVE Blu-ray（2024年、全4枚）
- THE IDOLM@STER MILLION LIVE! 10thLIVE TOUR Act-2 5 TO SP@RKLE!! LIVE Blu-ray（2024年、全4枚）
- THE IDOLM@STER MILLION LIVE! 10thLIVE TOUR Act-3 R@ISE THE DREAM!!! LIVE Blu-ray（2024年、全4枚）
- THE IDOLM@STER MILLION LIVE! 10thLIVE TOUR Act-4 MILLION THE@TER!!!! LIVE Blu-ray（2025年、全5枚）

## ラジオ
「THE IDOLM@STER MillionRADIO」（アイドルマスター ミリオンラジオ!）のタイトルで、2013年5月3日から毎週木曜日21時にニコニコ生放送で配信されている。
パーソナリティは春日未来役の山崎はるか、最上静香役の田所あずさ、箱崎星梨花役の麻倉もも。3人を指して「ぴょんころもち」という愛称がある。

## テレビアニメ
2020年7月4日に配信された『ミリシタ 3周年!! 明日へチャレンジ！アニバーサリー生配信』にて、テレビアニメ化が発表された。2023年10月から12月まで放送された。テレビ放送に先駆け、2023年8月18日より全国の映画館にて全話先行上映も実施された。

## 主なイベント
下記以外では765PRO ALLSTARS名義であるが、「THE IDOLM@STER 9th ANNIVERSARY WE ARE M@STERPIECE!!」「THE IDOLM@STER ニューイヤーライブ!! 初星宴舞」「THE IDOLM＠STER MR ST@GE!! MUSIC♪GROOVE☆」においても『ミリオンライブ！』の楽曲が披露されている。

### 単独ライブ
MILLIONSTARSの声優が出演する単独ライブは2014年から日本国内の会場で開催されており、7thまでは映画館でのライブビューイングも行われている。

### 単独イベント
| 出演日            | タイトル                                                       | 会場                                | 出演者 | 備考                                                      | 出典   |
| ----------------- | -------------------------------------------------------------- | ----------------------------------- | --- | --------------------------------------------------------- | ------ |
| 2013年8月11日     | アイドルマスター ミリオンライブ！ ローソンスペシャルパーティー | LIVE GATE TOKYO（東京都）           | 仁後真耶子、原由実、雨宮天、郁原ゆう、渡部優衣、今井麻美（シークレットゲスト） | ローソンとキリンビバレッジとのコラボキャンペーンの一環。  | [ 57 ] |
| 2016年8月28日     | ミリオンシアターアクティビティー！in C3TOKYO                   | 幕張メッセ（千葉県）                | 山崎はるか、駒形友梨、末柄里恵、諏訪彩花、高橋未奈美、藤井ゆきよ | 「C3 TOKYO 2016」内にて行われたステージイベント。         | [ 58 ] |
| 2017年9月17日     | THE IDOLM@STER MILLION LIVE! EXTRA LIVE MEG@TON VOICE!!        | 中野サンプラザ（東京都）            | 山崎はるか、田所あずさ、Machico、上田麗奈、大関英里、香里有佐、末柄里恵、南早紀、渡部恵子、渡部優衣 | フリーイベント。夜の部の模様はニコニコ生放送にて配信。    | [ 59 ] |
| 2018年6月30日     | ミリシタ1周年！サンキュー生配信                                | ベルサール秋葉原（東京都）          | 山崎はるか、田所あずさ、Machico、諏訪彩花、高橋未奈美、野村香菜子、山口立花子 | 生配信イベント。                                          | [ 60 ] |
| 2018年10月21日    | ミリシタ感謝祭                                                 | 横須賀芸術劇場（神奈川県）          | 田所あずさ、愛美、阿部里果、角元明日香、桐谷蝶々、小岩井ことり、香里有佐、高橋未奈美、種田梨沙、野村香菜子、平山笑美、藤井ゆきよ、南早紀、渡部恵子 | ニコニコ生放送、およびゲーム内でも同時配信。              | [ 61 ] |
| 2019年7月6日      | ミリシタ2周年！サンキュー生配信！                              | 秋葉原UDX 2F AKIBA_SQUARE（東京都） | 阿部里果、伊藤美来、郁原ゆう、斉藤佑圭、中村温姫、平山笑美 | ニコニコ生放送、およびゲーム内でも同時配信。              | [ 62 ] |
| 2020年1月19日     | ミリシタ感謝祭2019〜2020                                       | 舞浜アンフィシアター（千葉県）      | 山崎はるか、田所あずさ、Machico、阿部里果、伊藤美来、郁原ゆう、小岩井ことり、香里有佐、斉藤佑圭、中村温姫、南早紀、長谷川明子、沼倉愛美、茅原実里、高橋李依（サプライズゲスト） | 生配信イベント。ゲーム内でも同時配信。                    | [ 63 ] |
| 2021年1月23日     | ミリシタ感謝祭2020〜2021 ONLINE                                | （不明）                            | 田所あずさ、愛美、稲川英里、上田麗奈、角元明日香、木戸衣吹、桐谷蝶々、香里有佐、末柄里恵、髙橋ミナミ、原嶋あかり、平山笑美、藤井ゆきよ、渡部恵子 | 無観客の配信イベント。ゲーム内でも同時配信。              | [ 64 ] |
| 2021年7月4日      | ミリシタ4周年!!! Anniversary 4 you! 生配信                     | 秋葉原UDX（東京都）                 | Machico、田所あずさ、香里有佐、諏訪彩花、藤井ゆきよ | 公開生配信イベント。ゲーム内でも同時配信。                | [ 65 ] |
| 2021年10月9日     | THE IDOLM@STER MILLION LIVE! SEASON-@IR!!!! 〜BRIGHT DIAMOND〜 | 未来研スタジオ（東京都）            | 原由実、山崎はるか、Machico、桐谷蝶々、香里有佐、諏訪彩花、藤井ゆきよ、山口立花子、渡部恵子 | 無観客の配信イベント。無料パートはゲーム内でも同時配信。  | [ 66 ] |
| 2021年12月12日    | ミリシタ感謝祭 2021〜2022                                      | 栃木県総合文化センター（栃木県）    | 阿部里果、大関英里、小笠原早紀、角元明日香、郁原ゆう、香里有佐、駒形友梨、近藤唯、諏訪彩花、長谷川明子、原嶋あかり、平田宏美、南早紀 | 公開生配信イベント。ゲーム内でも同時配信。                | [ 67 ] |
| 2022年2月27日     | THE IDOLM@STER MILLION LIVE! SEASON-@IR!!!! 〜CLEVER CLOVER〜  | 未来研スタジオ（東京都）            | 阿部里果、稲川英里、角元明日香、髙橋ミナミ、中村温姫、野村香菜子、平田宏美、渡部優衣、（若林直美） | 無観客の配信イベント。 無料パートはゲーム内でも同時配信。 | [ 70 ] |
| 2022年6月11日     | THE IDOLM@STER MILLION LIVE! SEASON-@IR!!!! 〜LOVERS HEART〜   | 未来研スタジオ（東京都）            | 中村繪里子、今井麻美、仁後真耶子、大関英里、伊藤美来、駒形友梨、小岩井ことり、浜崎奈々、木戸衣吹、平山笑美 | 無観客の配信イベント。 無料パートはゲーム内でも同時配信。 | [ 71 ] |
| 2022年7月3日      | 「私」たちの描いた軌跡 ミリシタ5周年 生配信                    | 秋葉原UDX（東京都）                 | 田所あずさ、愛美、近藤唯、原嶋あかり、南早紀 | 公開生配信イベント。                                      | [ 72 ] |
| 2022年10月9日     | THE IDOLM@STER MILLION LIVE! SEASON-@IR!!!! 〜SHADE OF SPADE〜 | 未来研スタジオ（東京都）            | 長谷川明子、下田麻美、沼倉愛美、田所あずさ、郁原ゆう、斉藤佑圭、小笠原早紀、近藤唯、末柄里恵、原嶋あかり、南早紀 | 無観客の配信イベント。 無料パートはゲーム内でも同時配信。 | [ 73 ] |
| 2023年7月1日・2日 | 765 MILLIONSTARS LIVE 2023 Dreamin’ Groove                     | 神田スクエアホール（東京都）        | 天海春香、如月千早、星井美希、萩原雪歩、高槻やよい、菊地真、水瀬伊織、四条貴音、秋月律子、三浦あずさ、双海亜美、双海真美、我那覇響、春日未来、最上静香、伊吹翼、徳川まつり、野々原茜、望月杏奈、七尾百合子、高山紗代子、高坂海美、天空橋朋花、エミリースチュアート、木下ひなた、横山奈緒、馬場このみ、宮尾美也、福田のり子、真壁瑞希、永吉昴、ジュリア、白石紬、桜守歌織 | MRライブイベント。 後日有料配信を実施。                   | [ 74 ] |

### 合同ライブ・ゲスト出演
| 出演日         | タイトル                                                                                            | 会場                                                   | 出演者 | 出典            |
| 2013年         | 2013年                                                                                              | 2013年                                                 | 2013年 | 2013年          |
| -------------- | --------------------------------------------------------------------------------------------------- | ------------------------------------------------------ | --- | --------------- |
| 8月4日         | THE IDOLM@STER 8th ANNIVERSARY HOP!STEP!!FESTIV@L!!! 横浜公演                                       | パシフィコ横浜・国立大ホール（神奈川県）               | 山崎はるか、田所あずさ、伊藤美来 | [ 75 ]          |
| 8月24日        | Animelo Summer Live 2013 -FLAG NINE-                                                                | さいたまスーパーアリーナ（埼玉県）                     | 中村繪里子、今井麻美、若林直美、沼倉愛美、山崎はるか、田所あずさ | [ 76 ]          |
| 9月15日        | THE IDOLM@STER 8th ANNIVERSARY HOP!STEP!!FESTIV@L!!! 福岡公演                                       | Zepp Fukuoka（福岡県）                                 | 麻倉もも、夏川椎菜 | [ 75 ]          |
| 9月21日、22日  | THE IDOLM@STER 8th ANNIVERSARY HOP!STEP!!FESTIV@L!!! 幕張公演                                       | 幕張メッセ（千葉県）                                   | 山崎はるか、田所あずさ | [ 75 ]          |
| 2014年         | |                                                        | |                 |
| 2月22日、23日  | THE IDOLM@STER M@STERS OF IDOL WORLD!!2014                                                          | さいたまスーパーアリーナ（埼玉県）                     | 両日出演：山崎はるか、田所あずさ、Machico、麻倉もも、渡部優衣、木戸衣吹 22日のみ：伊藤美来、夏川椎菜、雨宮天、藤井ゆきよ、愛美 | [ 77 ]          |
| 4月27日        | 超音楽祭2014                                                                                        | 幕張メッセ（千葉県）                                   | 山崎はるか | [ 78 ]          |
| 7月19日        | 15th Anniversary Live ランティス祭り 2014 東海公演                                                  | ナガシマスパーランド芝生広場（三重県）                 | 山崎はるか、田所あずさ、Machico、麻倉もも、渡部優衣、藤井ゆきよ | [ 79 ]          |
| 7月26日        | 15th Anniversary Live ランティス祭り 2014 関西公演                                                  | 万博記念公園もみじ川芝生広場（大阪府）                 | 山崎はるか、田所あずさ、Machico、麻倉もも、夏川椎菜、渡部優衣 | [ 79 ]          |
| 8月30日        | Animelo Summer Live 2014 -ONENESS-                                                                  | さいたまスーパーアリーナ（埼玉県）                     | 山崎はるか、田所あずさ、Machico、麻倉もも | [ 80 ]          |
| 9月13日、14日  | 15th Anniversary Live ランティス祭り 2014 関東公演                                                  | 潮風公園太陽の広場（東京都）                           | 両日出演：山崎はるか、田所あずさ、麻倉もも 14日のみ：中村繪里子、下田麻美、Machico、雨宮天、愛美、上田麗奈、藤井ゆきよ | [ 79 ]          |
| 12月6日        | Anime Festival Asia 2014 I LOVE ANISONG Concert                                                     | サンテック・シンガポール国際会議展示場（シンガポール） | 田所あずさ | [ 81 ]          |
| 2015年         | |                                                        | |                 |
| 4月18日        | Anisong World Tour〜Lantis Festival 2015〜 台北公演                                                 | 台北国際会議中心（台湾台北市）                         | 中村繪里子、今井麻美、山崎はるか、田所あずさ、Machico、麻倉もも | [ 82 ]          |
| 4月25日        | 超音楽祭2015                                                                                        | 幕張メッセ（千葉県）                                   | 田所あずさ、藤井ゆきよ | [ 83 ]          |
| 7月18日、19日  | THE IDOLM@STER M@STERS OF IDOL WORLD 2015                                                           | 西武プリンスドーム（埼玉県）                           | 両日出演：山崎はるか、田所あずさ、Machico、麻倉もも、藤井ゆきよ、渡部優衣 19日のみ：愛美、雨宮天、伊藤美来、上田麗奈、木戸衣吹、夏川椎菜 | [ 84 ]          |
| 2016年         | |                                                        | |                 |
| 1月23日        | リスアニ! LIVE 2016                                                                                 | 日本武道館（東京都）                                   | 山崎はるか、Machico、麻倉もも | [ 85 ]          |
| 2017年         | |                                                        | |                 |
| 4月22日、23日  | THE IDOLM@STER 765 MILLIONSTARS First Time in TAIWAN                                                | 台北国際会議中心（台湾台北市）                         | 山崎はるか、Machico、稲川英里、愛美、末柄里恵、野村香菜子、麻倉もも、渡部優衣、（伊藤美来） | [ 87 ]          |
| 4月30日        | ニコニコ超会議2017 超音楽祭2017                                                                     | 幕張メッセ（千葉県）                                   | 山崎はるか、桐谷蝶々、諏訪彩花、阿部里果、渡部恵子 | [ 88 ]          |
| 8月26日        | Animelo Summer Live 2017 -THE CARD-                                                                 | さいたまスーパーアリーナ（埼玉県）                     | 山崎はるか、田所あずさ、Machico、愛美、麻倉もも、雨宮天、伊藤美来、上田麗奈、木戸衣吹、駒形友梨、諏訪彩花、高橋未奈美、夏川椎菜、村川梨衣、渡部優衣 | [ 89 ]          |
| 10月7日、8日   | THE IDOLM@STER 765 MILLIONSTARS HOTCHPOTCH FESTIV@L!!                                               | 日本武道館（東京都）                                   | 7日：山崎はるか、郁原ゆう、平山笑美、上田麗奈、大関英里、近藤唯、愛美、南早紀、原嶋あかり、伊藤美来、 野村香菜子、小笠原早紀、麻倉もも、戸田めぐみ、桐谷蝶々、夏川椎菜、渡部優衣 8日：田所あずさ、Machico、稲川英里、雨宮天、田村奈央、香里有佐、角元明日香、渡部恵子、駒形友梨、小岩井ことり、諏訪彩花、藤井ゆきよ、末柄里恵、高橋未奈美、浜崎奈々、阿部里果、山口立花子、中村温姫    | [ 90 ]          |
| 2018年         | |                                                        | |                 |
| 1月28日        | リスアニ!LIVE 2018                                                                                  | 日本武道館（東京都）                                   | 田所あずさ、愛美、雨宮天、小岩井ことり | [ 91 ]          |
| 4月28日        | ニコニコ超会議2018 超音楽祭2018                                                                     | 幕張メッセ（千葉県）                                   | Machico、稲川英里、高橋未奈美、平山笑美 | [ 92 ]          |
| 7月21日        | Bilibili Macro Link- Star Phase × Anisong World Matsuri 2018                                        | メルセデス・ベンツアリーナ（中国上海市）               | 山崎はるか、田所あずさ、Machico、愛美、木戸衣吹、香里有佐、南早紀 | [ 93 ]          |
| 7月29日        | ワンダーフェスティバル 2018［夏］ アイドルマスター ミリオンライブ！／ワンフェス サマーステージ 2018 | 幕張メッセ（千葉県）                                   | 原由実、山崎はるか、大関英里、南早紀 | [ 94 ] [ 95 ]   |
| 8月26日        | Animelo Summer Live 2018 "OK!"                                                                      | さいたまスーパーアリーナ（埼玉県）                     | 山崎はるか、田所あずさ、Machico、愛美、麻倉もも、雨宮天、伊藤美来、郁原ゆう、木戸衣吹、香里有佐、諏訪彩花、夏川椎菜、平山笑美、藤井ゆきよ、南早紀 | [ 96 ]          |
| 12月15日       | リスアニ!LIVE TAIWAN 2018                                                                           | 台湾大学体育館（台湾台北市）                           | 山崎はるか、Machico、角元明日香、桐谷蝶々、香里有佐、南早紀、沼倉愛美 | [ 97 ]          |
| 2019年         | |                                                        | |                 |
| 1月27日        | リスアニ!LIVE 2019                                                                                  | 日本武道館（東京都）                                   | 山崎はるか、伊藤美来、上田麗奈、駒形友梨 | [ 98 ]          |
| 6月23日        | 20th Anniversary ランティス祭り2019 A・R・I・G・A・T・O ANISONG                                     | 幕張メッセ国際展示場（千葉県）                         | 山崎はるか、田所あずさ、Machico、愛美、上田麗奈、香里有佐、諏訪彩花、高橋未奈美、南早紀 | [ 99 ]          |
| 10月19日、20日 | バンダイナムコエンターテインメントフェスティバル                                                    | 東京ドーム（東京都）                                   | 19日：中村繪里子、今井麻美、平田宏美、沼倉愛美、Machico、郁原ゆう、愛美、渡部恵子、渡部優衣、諏訪彩花、末柄里恵、浜崎奈々、戸田めぐみ、村川梨衣 20日：駒形友梨、上田麗奈、浜崎奈々、渡部優衣、大関英里、愛美、田所あずさ、香里有佐、末柄里恵、平山笑美、高橋未奈美、木戸衣吹 | [ 101 ]         |
| 2020年         | |                                                        | |                 |
| 2月1日         | 「偶像大師 百萬人演唱會！ 劇場時光」製作人感謝祭 in TICA2020                                        | 台北世貿南港展覽館2館（台湾台北市）                    | 山崎はるか、田所あずさ、Machico | [ 102 ]         |
| 2021年         | |                                                        | |                 |
| 2月28日        | リスアニ! LIVE 2021                                                                                 | 日本武道館（東京都）                                   | Machico、稲川英里、髙橋ミナミ、平山笑美 | [ 103 ]         |
| 7月11日        | Bilibili World 2021 上海×日本特設会場                                                               | （不明）                                               | 山崎はるか | [ 104 ]         |
| 2022年         | |                                                        | |                 |
| 5月14日、15日  | バンダイナムコエンターテインメントフェスティバル 2nd                                                | ZOZOマリンスタジアム（千葉県）                         | 両日出演：山崎はるか、南早紀 14日のみ：田所あずさ、Machico、郁原ゆう、小岩井ことり、戸田めぐみ、浜崎奈々、角元明日香 | [ 105 ]         |
| 7月3日         | 『xR ARTISTS SUPER FES 2022』xR Millennium LIVE@Earth                                               | （不明）                                               | 上田麗奈、南早紀 | [ 106 ] [ 107 ] |
| 11月12日、13日 | THE IDOLM@STER ORCHESTRA CONCERT 〜SYMPHONY OF FIVE STARS!!!!!〜                                    | 幕張メッセ（千葉県）                                   | 12日のみ：香里有佐、13日のみ：駒形友梨 | [ 108 ] [ 109 ] |
| 2023年         | |                                                        | |                 |
| 2月11日・12日  | THE IDOLM@STER M@STERS OF IDOL WORLD!!!!! 2023                                                      | 東京ドーム（東京都）                                   | 11日：山崎はるか、田所あずさ、Machico、稲川英里、原嶋あかり、渡部恵子、郁原ゆう、南早紀、小岩井ことり、角元明日香、桐谷蝶々 12日：斉藤佑圭、中村温姫、阿部里果、駒形友梨、浜崎奈々、渡部優衣、大関英里、香里有佐、末柄里恵、平山笑美、髙橋ミナミ | [ 110 ]         |
| 12月9日・10日  | 異次元フェス アイドルマスター★♥ラブライブ！歌合戦                                                   | 東京ドーム（東京都）                                   | 9日：山崎はるか、田所あずさ、Machico、麻倉もも、小岩井ことり、中村温姫、平山笑美、渡部優衣 10日：愛美、伊藤美来、木戸衣吹、香里有佐、駒形友梨、末柄里恵、南早紀、山口立花子 | [ 111 ]         |
| 2024年         | |                                                        | |                 |
| 12月15日       | THE IDOLM@STER M@STER EXPO                                                                          | 幕張メッセ（千葉県）                                   | 春日未来、最上静香、伊吹翼、高坂海美、島原エレナ、福田のり子、舞浜歩 | [ 112 ]         |
| 2025年         | |                                                        | |                 |
| 3月29日・30日  | THE IDOLM@STER 765 MILLIONSTARS HOTCHPOTCH FESTIV@L!! 2                                             | さいたまスーパーアリーナ（埼玉県）                     | 29日：田所あずさ、角元明日香、大関英里、麻倉もも、小笠原早紀、夏川椎菜、中村温姫、郁原ゆう、田村奈央、木戸衣吹、稲川英里、末柄里恵、桐谷蝶々、浜崎奈々、平山笑美、愛美、南早紀 30日：山崎はるか、Machico、種田梨沙、藤井ゆきよ、諏訪彩花、駒形友梨、原嶋あかり、小岩井ことり、戸田めぐみ、渡部優衣、野村香菜子、髙橋ミナミ、阿部里果、近藤唯、山口立花子、斉藤佑圭、渡部恵子、香里有佐 | [ 113 ]         |
| 4月11日        | MaiNote Festival 2025                                                                               | Zepp DiverCity（東京都）                               | 田所あずさ、小岩井ことり、駒形友梨、平山笑美、南早紀 | [ 114 ]         |
| 7月13日        | リスアニ！LIVE 2025 ナツヤスミ                                                                      | パシフィコ横浜 国立大ホール（神奈川県）                | 角元明日香、駒形友梨、平山笑美、南早紀 | [ 115 ]         |
| 7月21日        | THE IDOLM@STER 20th anniversary ORCHESTRA CONCERT SYMPHONY OF BRILLIANT STARS                       | パシフィコ横浜 国立大ホール（神奈川県）                | 田中琴葉（夜公演のみ） | [ 116 ] [ 117 ] |
| 8月23日        | KIMCHIKURA Fes VOL.4                                                                                | YES24 LIVE HALL（韓国ソウル特別市）                    | 山崎はるか、Machico、小岩井ことり、髙橋ミナミ、阿部里果、南早紀、香里有佐 | [ 118 ]         |
| 8月30日        | Animelo Summer Live 2025 "ThanXX!"                                                                  | さいたまスーパーアリーナ（埼玉県）                     | Machico、伊藤美来、愛美、田所あずさ、諏訪彩花、渡部優衣 | [ 119 ]         |
| 12月12日・13日 | THE IDOLM@STER M@STERS OF IDOL WORLD 2025                                                           | 京セラドーム大阪                                       | 12日：田所あずさ、Machico、麻倉もも、小笠原早紀、伊藤美来、原嶋あかり、郁原ゆう、野村香菜子、浜崎奈々、山口立花子、渡部恵子 13日：山崎はるか、大関英里、藤井ゆきよ、髙橋ミナミ、阿部里果、近藤唯、斉藤佑圭、愛美、南早紀、香里有佐 | [ 120 ] [ 121 ] |

## 書籍

### 漫画
みりおんコミックシアター
2014年3月26日からゲーム内にて公開されている5コマ漫画。作者はmizuki。
第8話からは、『シンデレラガールズ』の「シンデレラガールズ劇場」と同様に登場人物の名前ロゴが出るようになった。

アイドルマスター ミリオンライブ！
ゲッサン（小学館）で連載された漫画。作者は門司雪。

アイドルマスター ミリオンライブ！ バックステージ
『まんが4コマぱれっと』（一迅社）にて2014年9月号から2016年11月号まで連載。作者はmizuki。
メインキャラクターは未来・静香・翼・星梨花の4人で、彼女達を中心に毎回異なるシアター組アイドルが登場する。その反面、ASメンバーはほとんど登場しない。
単行本の特装版には「みりおんコミックシアター」（1巻：1 - 47話、2巻：48 - 85話）をまとめた冊子が付属。ただし第8話以降ゲーム版でつけられるようになった登場人物の名前ロゴは削除され、代わって欄外に登場アイドルのアイコンが掲載されている。
1. 2015年6月5日発行（同年5月22日発売）、通常版 ISBN 978-4-7580-8233-4 / 特装版 ISBN 978-4-7580-8234-1
2. 2016年10月22日発売、通常版 ISBN 978-4-7580-8266-2 / 特装版 ISBN 978-4-7580-8267-9

アイドルマスター ミリオンライブ！ Road to stage
『まんが4コマぱれっと』にて2016年12月号から2019年6月号まで隔月連載。作者はmizuki。上記『バックステージ』のリニューアルという形で連載開始。『バックステージ』とは異なり、メインとなるキャラクターが話によって変わる。全1巻。
2019年12月5日発行（同年11月21日発売） ISBN 978-4-7580-8326-3

アイドルマスター ミリオンライブ！ Blooming Clover
『電撃マオウ』（KADOKAWA・アスキー・メディアワークス）にて2017年4月号に第0話が掲載され、翌5月号から2023年12月号まで連載。作者は稲山覚也。
矢吹可奈が主人公で、可奈・志保・星梨花・海美のユニット「Clover」（クローバー）が物語の中心。
単行本は通常版に加えて、ボイスドラマとカバー曲を収録したオリジナルCD付きの限定版が同時発売されている。

THE IDOLM@STER MILLION LIVE! THEATER DAYS Brand New Song
『Febri』（一迅社）にてvol.42にプロローグ篇が掲載され、vol.43より連載開始。作者はima。
七尾百合子・周防桃子・馬場このみによるユニット「FleurS」（フルール）が主役。こちらも特設サイトで試し読みができる。
『Febri』の休刊に伴い、2020年12月より『Purizm』（一迅社）へ移籍し、2022年10月発売の『Purizm』vol.12にて完結。
特装版には「シアターデイズ」に収録された既存曲のカバーとドラマパートを収録CDが付属、6巻特装版CDには「FluerS」によるオリジナル新曲「わたしは花、あなたは太陽」を収録。6巻の通常版は電子書籍でのみ販売された。
1. 2018年10月31日発売、ISBN 978-4-7580-1625-4 / 特装版 ISBN 978-4-7580-1626-1
2. 2019年7月3日発売、ISBN 978-4-7580-1652-0
3. 2020年7月2日発売、ISBN 978-4-7580-1697-1 / 特装版 ISBN 978-4-7580-1698-8
4. 2021年7月9日発売、ISBN 978-4-7580-1729-9 / 特装版 ISBN 978-4-7580-1730-5
5. 2022年7月25日発売、ISBN 978-4-7580-1784-8 / 特装版 ISBN 978-4-7580-1785-5
6. 2023年5月26日発売 、特装版 ISBN 978-4-7580-1817-3

アイドルマスター ミリオンライブ！ シアターデイズ ライブリーフラワーズ
『Febri』にてvol.59より連載開始。作者は凪庵。劇場のアイドル達を描いたショートコミック。
『Febri』の休刊に伴い、2020年12月より『Purizm』（一迅社）へ移籍。
1. 2021年7月9日発売、ISBN 978-4-7580-1731-2

天色のアステリズム
Twitterにて2022年2月12日から2023年4月28日まで連載。作者は大北真潤。
メインキャラクターは桃子・育・環。毎週金曜日に更新。
タイトルの「天色」は「あまいろ」と読む。
1. 2023年7月27日発売、ISBN 978-4-7580-1826-5

### アンソロジー
アイドルマスター ミリオンライブ！ コミックアンソロジー
一迅社のDNAメディアコミックスより発売されているアンソロジーコミック。
1. 2015年4月5日発行（同年4月3日発売）、ISBN 978-4-7580-0849-5
2. 2015年7月20日発行（同年7月7日発売）、ISBN 978-4-7580-0857-0
3. 2016年10月22日発売、ISBN 978-4-7580-0913-3

### 雑誌
THE IDOLM@STER MILLION LIVE! MAGAZINE
一迅社が発行する不定期刊行雑誌。スタッフ・キャスト陣へのインタビューやイラスト・コミックなどを掲載。まんが4コマぱれっとの増刊という扱い。
1. vol.1 2017年3月1日発行（同年1月31日発売）、ISBN 978-4-7580-1580-6
2. vol.2 2017年7月1日発行（同年6月22日発売）
3. vol.3 2018年7月31日発売

THE IDOLM@STER MILLION LIVE! MAGAZINE Plus+
前述のミリオンマガジンのリニューアル雑誌。
1. vol.1 2019年7月3日発売
2. vol.2 2020年1月30日発売
3. vol.3 2020年12月22日発売

### 画集
THE IDOLM@STER MILLION LIVE！ CARD VISUAL COLLECTION
ゲームに登場するカードイラストを収録した画集。既刊3巻。発売元はアニプレックス。

## パチンコ・パチスロ
パチンコ
- Pフィーバー アイドルマスター ミリオンライブ! PREMIUM 39LIVE TOUR!!!（2021年2月、SANKYO）[126]
- Pフィーバー アイドルマスター ミリオンライブ! 39フェスver.（2022年4月、SANKYO）[127]
- Pフィーバー アイドルマスター ミリオンライブ! Light ver.（2022年5月、SANKYO）[128]

パチスロ
- パチスロ アイドルマスターミリオンライブ! THEATER☆FESTIVAL（2021年3月、ビスティ）[129]
『シンデレラガールズ』『SideM』『シャイニーカラーズ』といった他ブランドの楽曲も収録されており、それに関連した演出が存在する。
- スマスロ アイドルマスター ミリオンライブ! NEXT PROLOGUE（2025年4月、山佐ネクスト）